# Монтероссо-Грана
Монтероссо-Грана (итал. Monterosso Grana) — коммуна в Италии, располагается в регионе Пьемонт, в провинции Кунео.
Население составляет 565 человек (2008 г.), плотность населения составляет 12 чел./км². Занимает площадь 42 км². Почтовый индекс — 12020. Телефонный код — 0171.
Покровителем коммуны почитается святой апостол Иаков Старший, празднование 25 июля.

## Демография
Динамика населения:

## Администрация коммуны
- Официальный сайт: